# آناتولی بیزانس
آناتولی بیزانس (انگلیسی: Byzantine Anatolia) اشاره به شبه جزیره آناتولی (واقع در ترکیه امروزی) در دوران حکومت امپراتوری بیزانس دارد. آناتولی پس فتح شام به‌دست مسلمانان و فتح اسلامی مصر در طول سلطنت امپراتور بیزانس هراکلیوس در سال‌ها ۶۳۴–۶۴۵ CE گاه‌شماری دوران مشترک برای امپراتوری بیزانس اهمیت حیاتی داشت.